# Peperomia coquimbensis
Peperomia coquimbensis är en pepparväxtart som beskrevs av Carl Skottsberg. Peperomia coquimbensis ingår i släktet peperomior, och familjen pepparväxter. Inga underarter finns listade i Catalogue of Life.